# Сплюшка аргентинська
Сплюшка аргентинська (Megascops hoyi) — вид совоподібних птахів родини совових (Strigidae). Мешкає в Болівії і Аргентині.

## Опис
Довжина птаха становить 23-24 см, вага 110-145 г. Забарвлення існує в коричневій, сірій і рудій морфах. Лицевий диск сірувато-коричневий, над очима білі "брови". Верхня частина тіла коричнева, з сірим або рудим відтінком, в залежності від морфи. Верхня частина тіла поцяткована темними смужками, на крилах є ряд великих білих плям, хвіст поцяткований світло-коричневими смужками. Нижня частина тіла сірувато-біла або сірувато-коричнева з охристим відтінком. На грудях і боках помітні чорні смуги. На голові невеликі пір'яні "вуха". Очі жовті. Голос — серія криків, яка переходить в стакатто і сповільнюється наприкінці. Птахи кричать дуетом, самиці мають більш високий голос, ніж самці.

## Поширення і екологія
Аргентинські сплюшки мешкають на східних схилах Анд в Болівії (на південь від Кочабамби) і північно-західній Аргентині (на південь до Тукумана, можливо, до Катамарки). Вони живуть у вологих гірських тропічних лісах Південноандійської юнги з великою кількістю епіфітів, на висоті від 1000 до 2600 м над рівнем моря, місцями на висоті до 2800 м над рівнем моря. Ведуть переважно осілий спосіб життя, однак деякі популяції взимку мігрують в долини. Живляться комахами і павуками. Сезон розмноження триває у вересні-жовтні, під час сезону дощів. Гніздяться в дуплах дерев, зокрема в покинутих дуплах дятлів. В кладці 2-3 яйця, насиджують самиці.